# カロヤノヴォ
座標: 北緯42度21分 東経24度44分 / 北緯42.350度 東経24.733度

カロヤノヴォ
Калояновоカロヤノヴォ ブルガリア内のカロヤノヴォの位置

カロヤノヴォ（ブルガリア語:Калояново / Kaloyanovo）はブルガリア中部の村、およびそれを中心とした基礎自治体であり、プロヴディフ州に属する。村は農業地帯の中にあり、ヒサリャのスパ・リゾート地にも近い。
住民はほぼすべてブルガリア人である。しかし、その信仰は大きく2つに分かれる。村の住民のうちおよそ1600人がブルガリア正教会に属する一方、1100人はローマ・カトリック教会に属している。ブルガリア正教会の聖堂は1845年に建てられ、またゴシック・リヴァイヴァル建築のカトリックの聖堂もある。正教徒の一部は、バルカン戦争以降にギリシャ領のマケドニア、特にゴルノ・フラシタニ（現在のオリニ Oreini）から追放されてきた住民である。

## 町村
カロヤノヴォ基礎自治体（Община Калояново）にはその中心であるカロヤノヴォをはじめとする、以下の町村（集落）が存在している。
| - Бегово - Главатар - Горна махала - Долна махала - Дуванлии - Дълго поле - Житница - Иван Вазово | - Калояново - Отец Паисиево - Песнопой - Ръжево - Ръжево Конаре - Сухозем - Черноземен |

## 画像

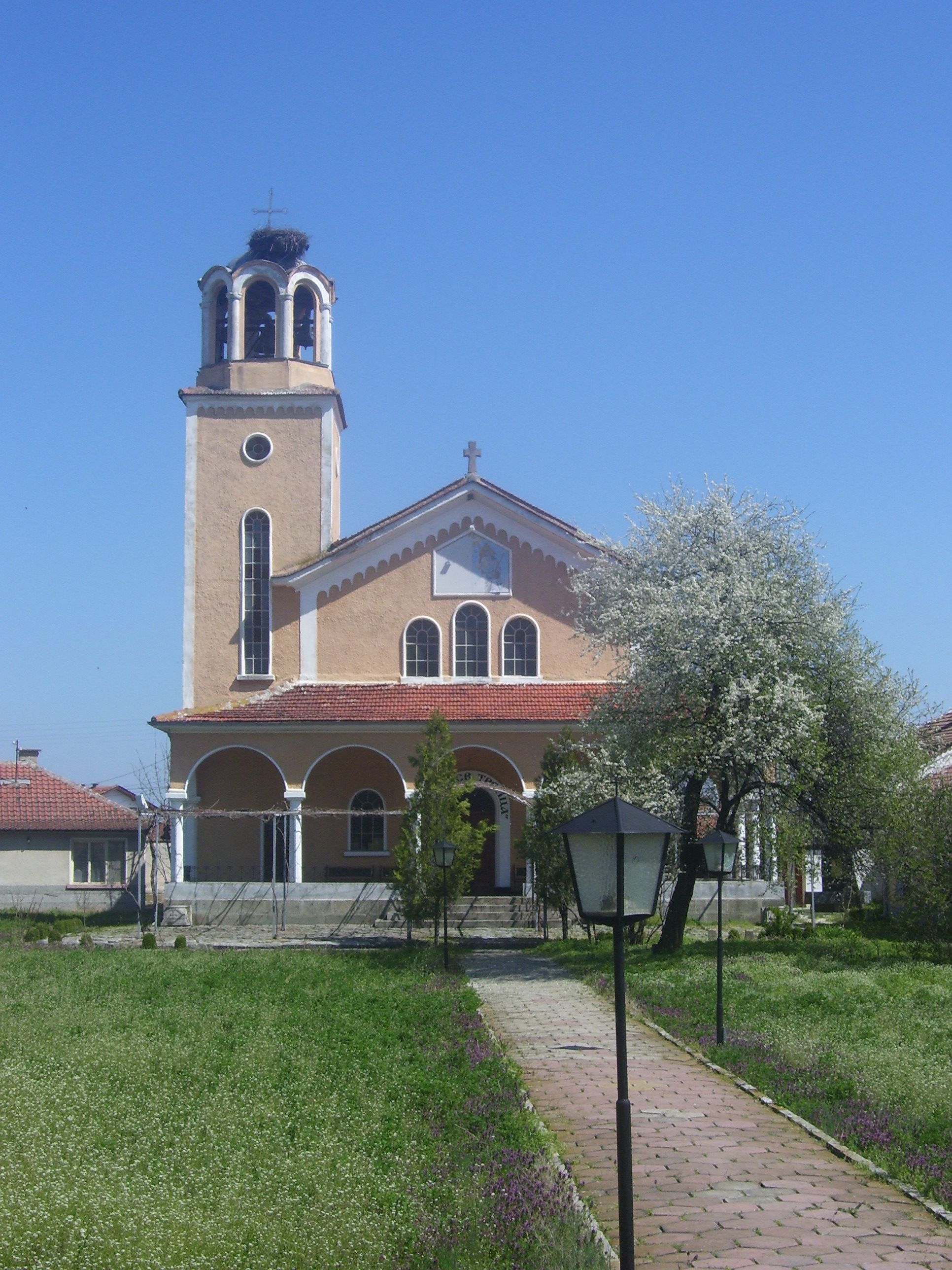
ブルガリア正教会の聖堂
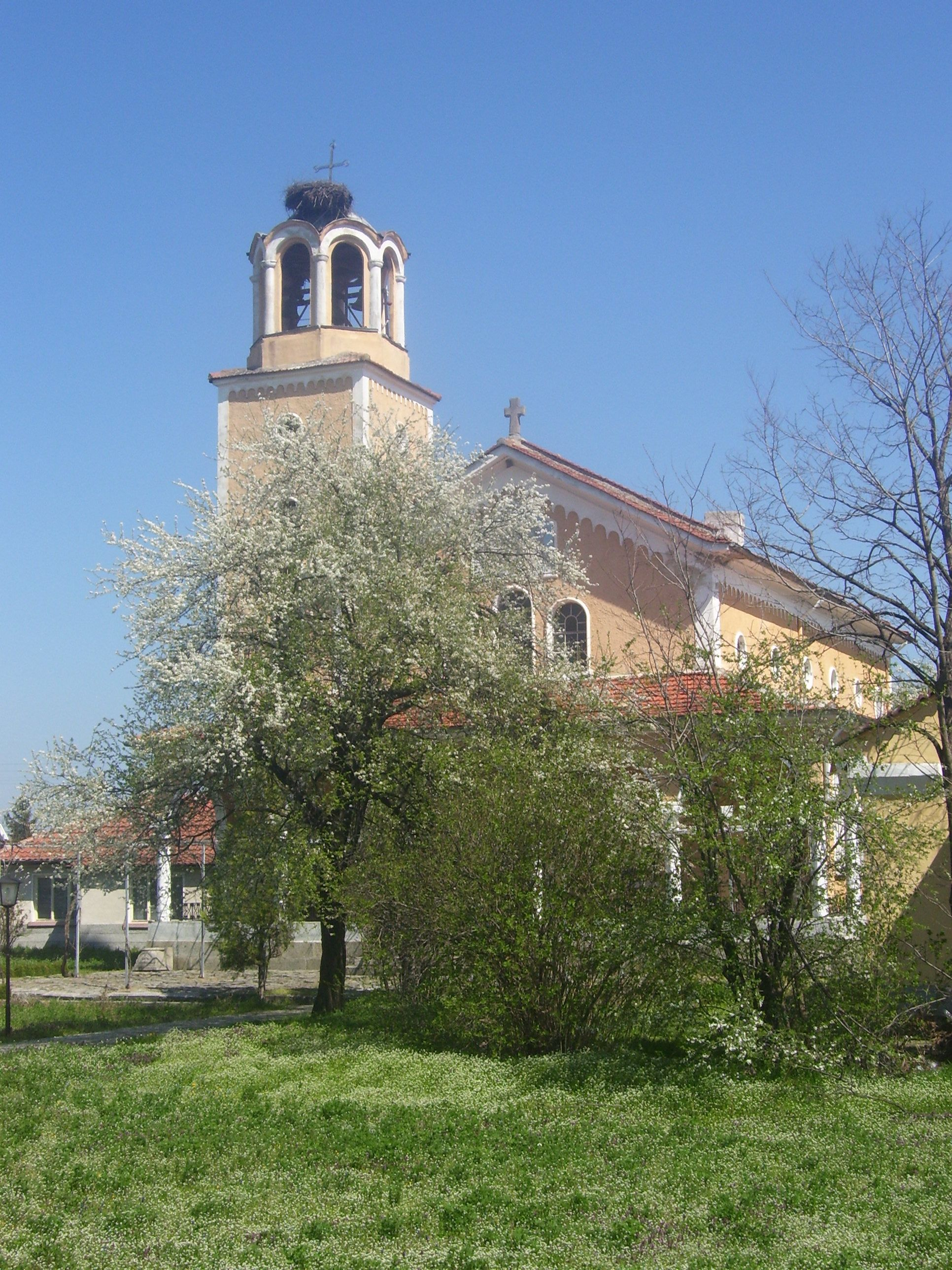
ブルガリア正教会の聖堂
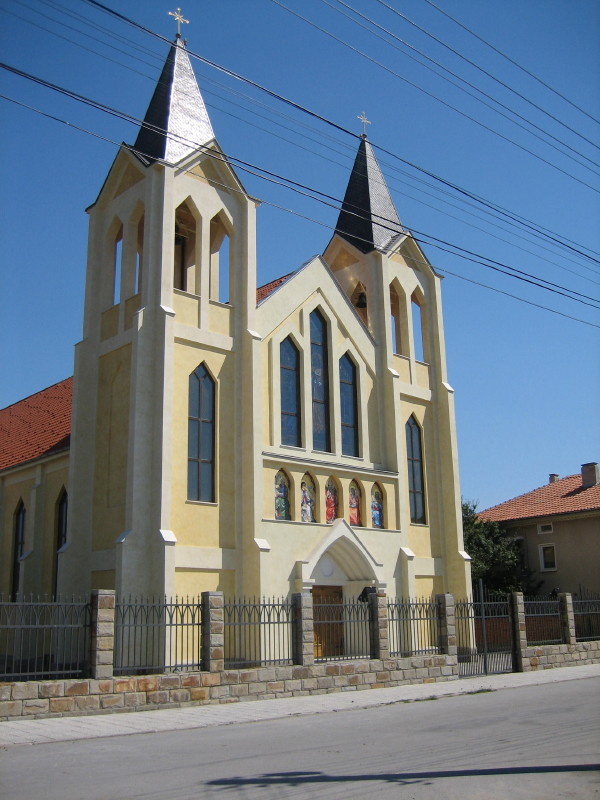
ローマ・カトリック教会の聖堂
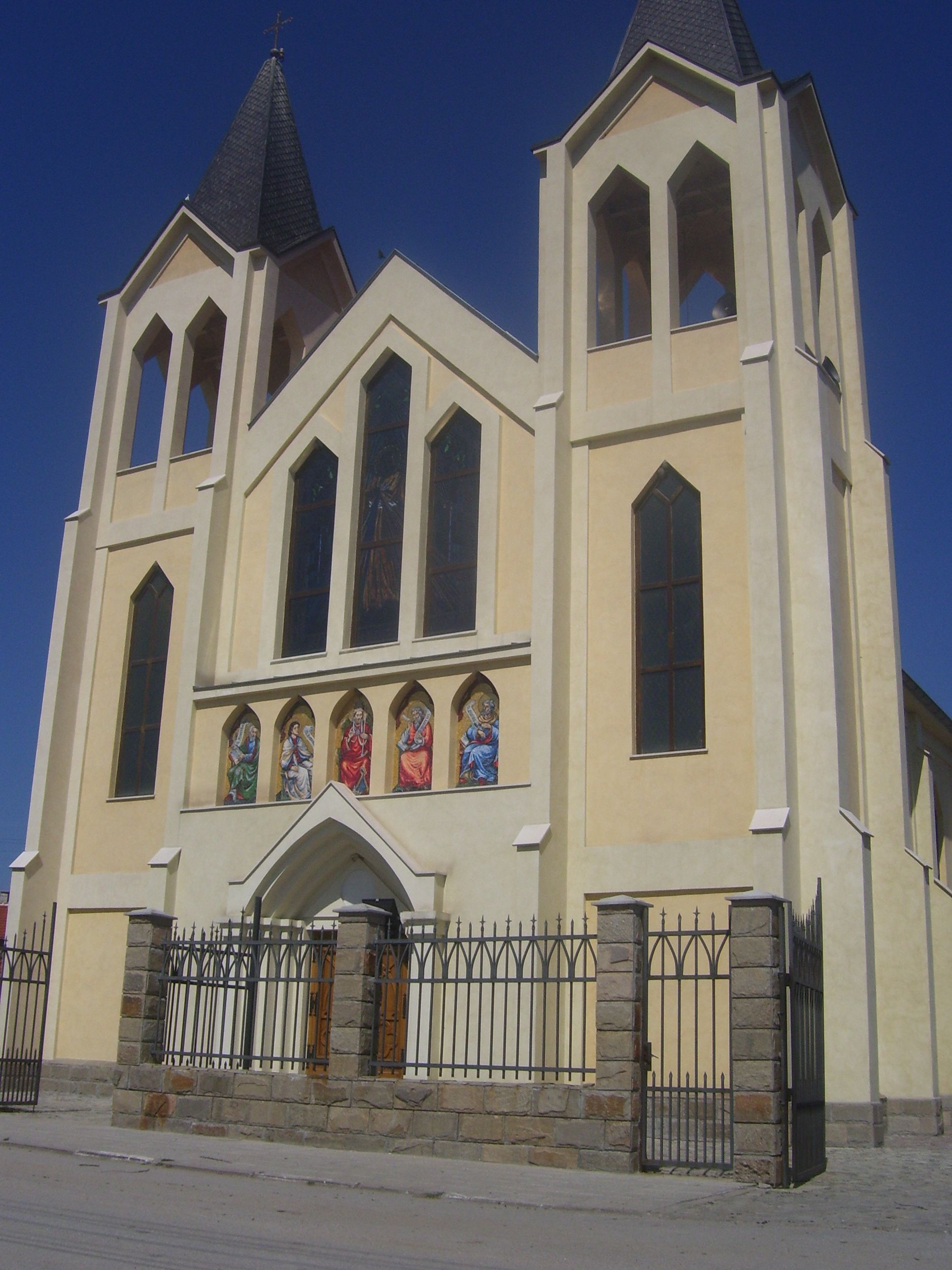
ローマ・カトリック教会の聖堂